# Brightline
Brightline (reporte de marca BLFX) es una ruta ferroviaria de pasajeros en los Estados Unidos que corre entre Miami y Orlando, Florida. Parte de la ruta discurre por una vía propiedad y compartida por el Florida East Coast Railway.
Brightline es el único ferrocarril de pasajeros operado y de propiedad privada en los Estados Unidos. Su desarrollo comenzó en marzo de 2012 como All Aboard Florida por la Florida East Coast Industries, un desarrollador inmobiliario de Florida propiedad de Fortress Investment Group. La construcción comenzó en noviembre de 2014 y la ruta comenzó a prestar servicio en enero de 2018, inicialmente entre Fort Lauderdale y West Palm Beach; El segmento de Miami a Fort Lauderdale inició el servicio de ingresos en mayo de ese año. Las estaciones de relleno en Aventura y Boca Ratón se abrieron en diciembre de 2022, y el segmento de West Palm Beach a Orlando comenzó a prestar servicio en septiembre de 2023. Se están planificando paradas adicionales para la ruta.
La velocidad máxima de funcionamiento de Brightline es de 200 km/, lo que no califica como tren de alta velocidad según los estándares internacionales. Los trenes cubren la ruta de 378 km en tan solo 3 horas y 25 minutos, lo que equivale a una velocidad promedio de 111 km/h.

## Accidentes
Ha habido casi 100 muertes desde que Brightline comenzó las pruebas en 2017, lo que le otorga la peor tasa de mortalidad por milla del país, según un análisis en curso de Associated Press que comenzó en 2019. En abril de 2022, un conductor de 27 años murió después de que su automóvil fuera atropellado por un tren Brightline en Pompano Beach. Un día después, otro conductor de un Jeep Wrangler fue atropellado por un tren Brightline en Hollywood y murió a causa de sus heridas. Ha habido al menos 40 personas que murieron después de ser atropelladas por trenes Brightline entre julio de 2017 y noviembre de 2019. En los primeros tres meses después de que Brightline reiniciara el servicio luego de los cierres de COVID-19, hubo 11 autos que se estrellaron contra Brightline. trenes y dos víctimas mortales. El 28 de septiembre de 2023, pocos días después de que la línea se extendiera hasta Orlando, un tren Brightline, que partía en dirección norte desde la estación de West Palm Beach, atropelló fatalmente a un peatón cerca de Fort Pierce.
Ninguna de las muertes de Brightline fue causada por errores de la tripulación o equipo defectuoso, sino que todas estuvieron relacionadas con suicidios o personas que intentaron cruzar y golpear los trenes, según informes federales y policiales. Los expertos ferroviarios externos añaden que el problema reside en los floridanos, acostumbrados a intentar ganarle a los trenes de carga más lentos en la línea, y no a los nuevos trenes de pasajeros de mayor velocidad.
Brightline ha recibido críticas por instalar únicamente las características de seguridad mínimas requeridas a lo largo de la línea en la apertura. Después de abrir la línea, Brightline solicitó fondos federales para agregar elementos de seguridad en cruces problemáticos y cercar áreas donde se sabe que las personas traspasan las vías.